# (25669) Kristinrose
(25669) Kristinrose est un astéroïde de la ceinture principale d'astéroïdes.

## Description
(25669) Kristinrose est un astéroïde de la ceinture principale d'astéroïdes. Il fut découvert le 4 janvier 2000 à Socorro (Nouveau-Mexique) par le projet LINEAR. Il présente une orbite caractérisée par un demi-grand axe de 2,74 UA, une excentricité de 0,08 et une inclinaison de 4,9° par rapport à l'écliptique.

## Compléments